# Tor (jednostka)
Tor (Tr) – pozaukładowa jednostka miary ciśnienia równa {\displaystyle 1/760} atmosfery fizycznej. Milimetry słupa rtęci (mmHg) są zdefiniowane niezależnie od tora, i nie są tożsamą jednostką. 1 tor nie jest równy 1 mmHg.
Nazwa jednostki pochodzi od nazwiska fizyka Evangelisty Torricellego.
1 Tr = {\displaystyle 1/760} atm = {\displaystyle 101325/760} Pa ≈ 133,322368421 Pa
1 Tr ≈ 0,999999857533699 mmHg